# مهاجر (فیلم، ۱۹۹۴)
مهاجر (عربی: المهاجر) یک فیلم به کارگردانی یوسف شاهین است که در سال ۱۹۹۴ منتشر شد. از بازیگران آن می‌توان به خالد النوابی و میشل پیکولی اشاره کرد.